# Gierstraat

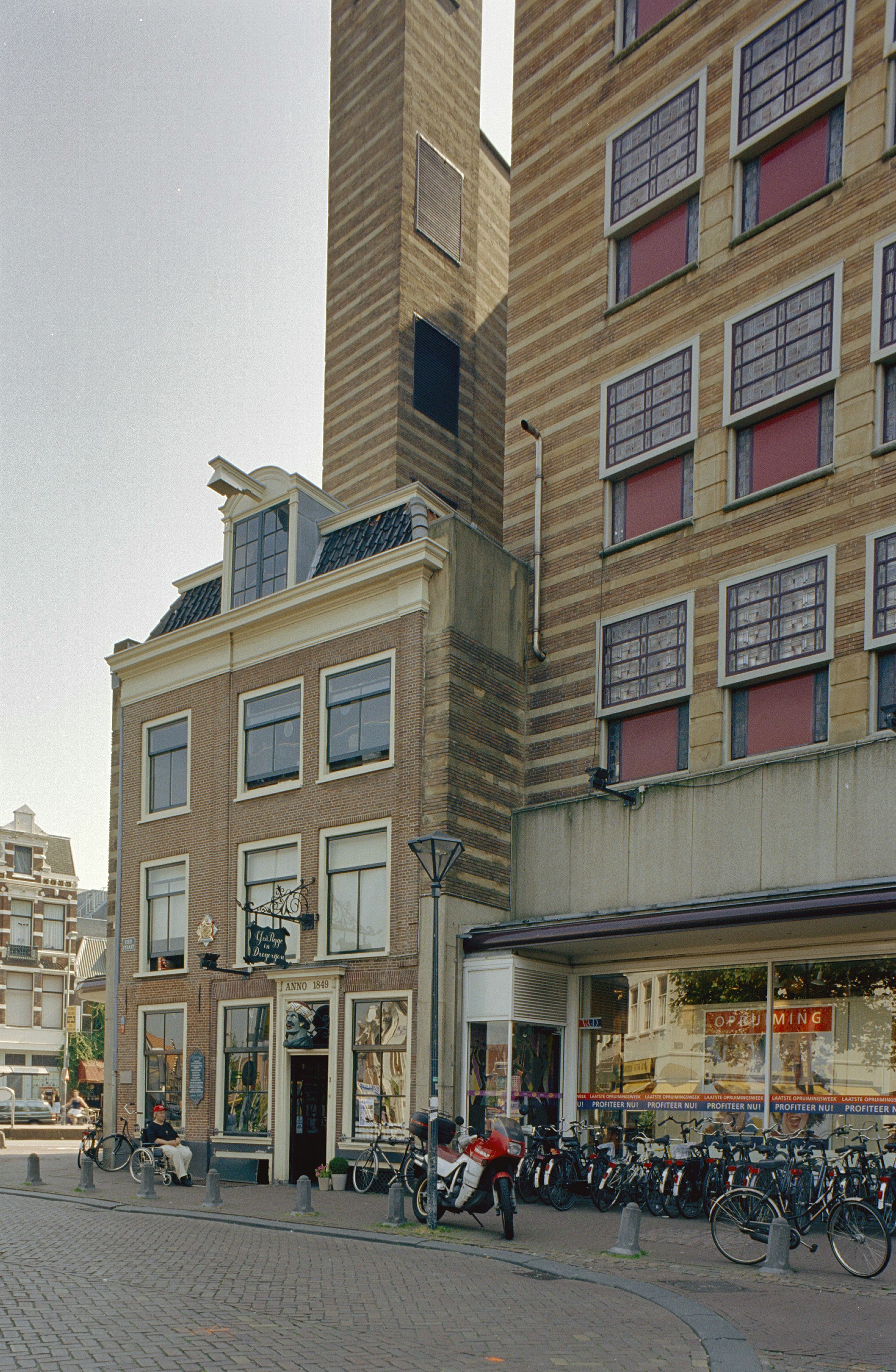
Het pand van Van der Pigge bij het begin van de Gierstraat. Op de achtergrond Grote Houtstraat 70, het voormalig pand van de V&D

De Gierstraat is een winkelstraat in de Binnenstad van Haarlem. De straat loopt vanaf de kruising met de Botermarkt, Verwulft, Gedempte Oude Gracht en de Koningstraat in zuidelijke richting naar de Grote Houtstraat.
Aan het begin van deze straat bevindt zich de achteruitgang van het rijksmonumentale pand Grote Houtstraat 70, dat is gebouwd in opdracht van Vroom & Dreesman (V&D). Naast deze uitgang bevindt zich Drogisterij A.J. van der Pigge, een van de oudste winkels van Haarlem. De Gierstraat maakt deel uit van De Gouden Straatjes. Tussen 1913 en 1948 reed de Haarlemse tram in zuidelijke richting door deze straat.
In 1950 werd de internationale Boekhandel Willa Reinke aan Gierstraat 87 geopend. In 1962 verhuisde de winkel naar de overkant, naar nummer 82. In 1985 overleed Wilhelmina G. (Willa) Reinke, de boekwinkel bleef geopend tot omstreeks 2000.
Op de Gierstraat komen de Nieuwstraat, Breestraat, Korte Gierstraat en de Doelstraat uit. Daar waar de straat de Doelstraat kruist loopt de straat over in de Grote Houtstraat. Hier lijkt de straat echter meer op een plein, waardoor dit gedeelte de onofficiële naam Proveniersplein heeft gekregen. Daar ligt ook het rijksmonumentale Proveniershof en in totaal zijn er 18 rijksmonumenten in de Gierstraat te vinden.